# Slovjanský rajón
Slovjanský rajón (ukrajinsky Слов'янський район) byl rajón v Doněcké oblasti na Ukrajině. Hlavním městem byl Slovjansk a rajón měl přibližně 46 tisíc obyvatel. 

## Sídla v rajónu
- Andrijivka
- Bylbasivka
- Čerkaske
- Donecke
- Mykolajivka
- Rajhorodok
- Slovjansk